# Lavannes
Lavannes ist eine französische Gemeinde mit 573 Einwohnern (Stand: 1. Januar 2022) im Département Marne in der Region Grand Est. Sie gehört zum Arrondissement Reims und ist Mitglied im Gemeindeverband Communauté urbaine du Grand Reims. Die Bewohner werden Lavannois und Lavannoises genannt.

## Geografie

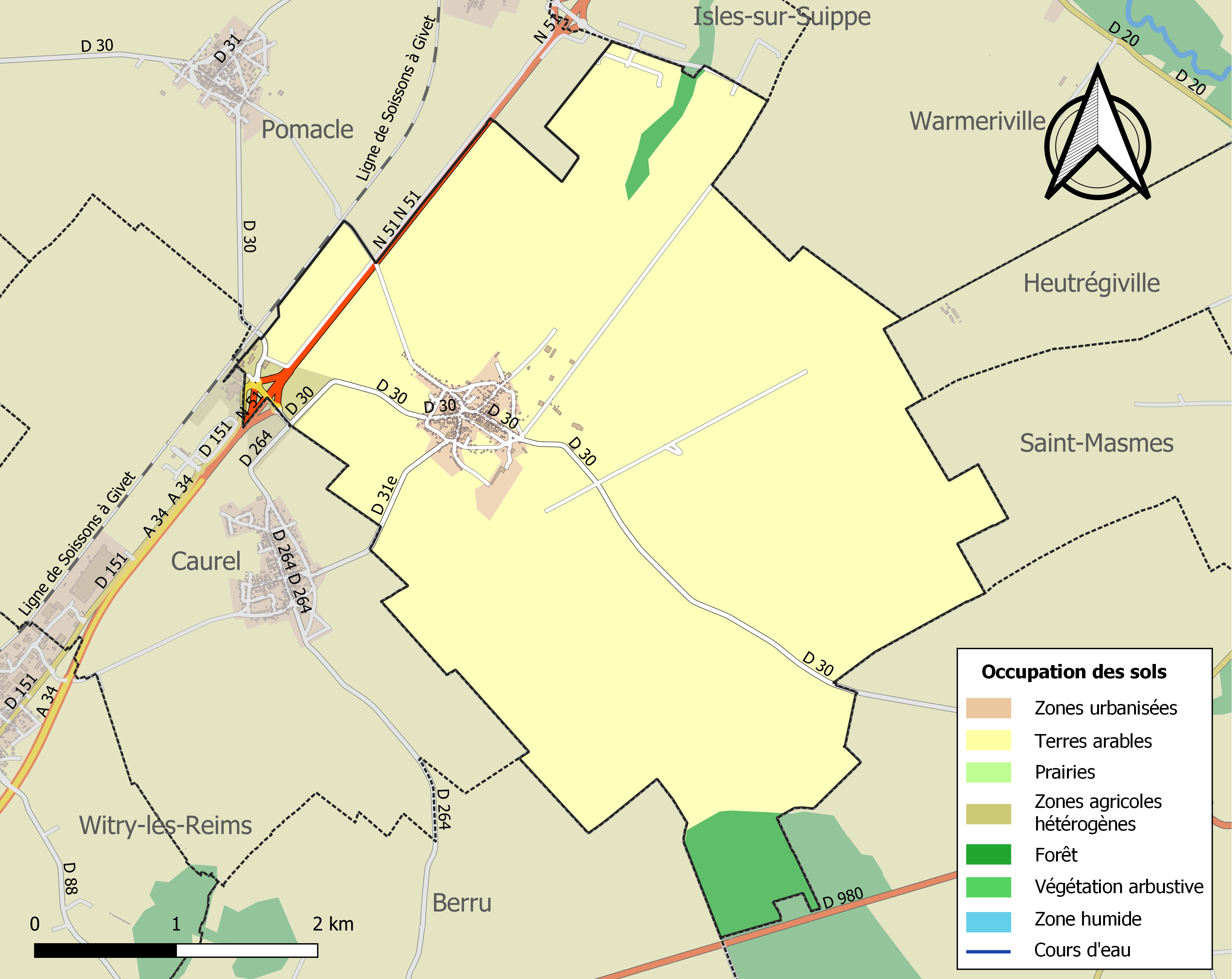
Bodennutzung und Infrastruktur der Gemeinde (2018)

Lavannes liegt etwa 12 Kilometer ostnordöstlich von Reims im Norden der historischen Provinz Champagne. Der zeitweise trockenfallende Bach Ru entspringt auf dem nördlichen Gemeindegebiet und verlässt es in nordöstlicher Richtung. Das Zentrum liegt auf einer Höhe von etwa 110 m. Das Gelände bleibt nach Norden hin flach, steigt nach Süden hin bis auf über 155 m Höhe an.
Etwa 94 % der Fläche der Gemeinde werden landwirtschaftlich genutzt, etwa 4 % sind bewaldet, insbesondere entlang des Bachs Ru (Stand: 2018).
Umgeben wird Lavannes von den Nachbargemeinden Pomacle im Norden und Nordwesten, Isles-sur-Suippe im Norden und Nordosten, Warmeriville im Nordosten, Heutrégiville und Saint-Masmes im Osten, Époye im Süden und Südosten, Berru im Südwesten sowie Caurel im Westen.

## Bevölkerungsentwicklung

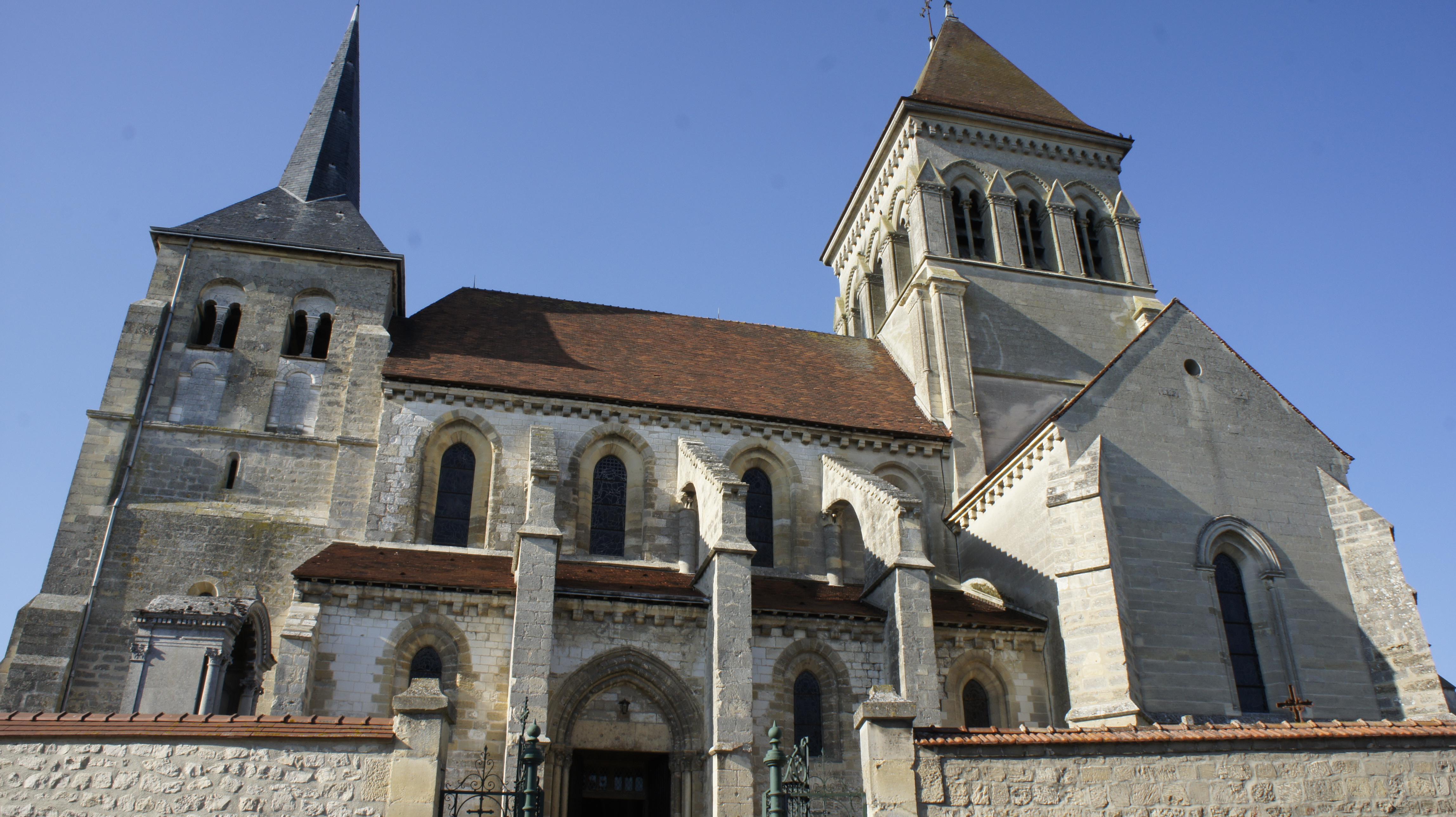
Kirche Saint-Lambert

| Jahr                       | 1962 | 1968 | 1975 | 1982 | 1990 | 1999 | 2006 | 2013 | 2020 |
| Einwohner                  | 297  | 313  | 330  | 388  | 456  | 446  | 549  | 618  | 568  |
| Quellen: Cassini und INSEE |      |      |      |      |      |      |      |      |      |

## Sehenswürdigkeiten
- Kirche Saint-Lambert aus dem 12. Jahrhundert, seit 1911 als Monument historique klassifiziert

## Verkehr
Die autobahnähnliche Route nationale 51 durchquert den Nordwesten der Gemeinde von Südwest nach Nordost auf einem kurzen Abschnitt mit der Anschlussstelle 24 an der Grenze zur Nachbargemeinde Caurel. Die RN 51 dient als Verbindungsstück zwischen zwei Sektoren der Autoroute A 34 von Reims nach Sedan. Die Departementsstraße D 30 verbindet das Zentrum von Lavannes mit der besagten Anschlussstelle und Pomacle im Nordwesten und mit Époye im Südosten, eine lokale Landstraße mit Caurel im Südwesten.
Eine Buslinie der Transportgesellschaft Champagne Mobilités verbindet die Gemeinde mit Pomacle und mit Reims.